# Mury
Mury ("Murs") és una cançó protesta escrita pel polonès Jacek Kaczmarski el 1978, basada en la cançó de Lluís Llach L'estaca. Va esdevenir un símbol d'oposició al règim comunista de la Polònia dels anys 80. Els treballadors del sindicat Solidarność la van popularitzar en fer-la el seu himne.

## Inspiració
Mury estava inspirada en els esdeveniments que succeïen a la Catalunya del 1978, que abandonava el franquisme, i especialment en L'Estaca de Lluís Llach, de qui agafa no sols la melodia sinó també la metàfora d'un poble que lluita contra un mur/estaca totpoderosa. La intenció de Kaczmarski era la de mostrar com una cançó podia ser 'furtada' al seu autor per unes masses que la farien seua, adaptant-la a la seua lluita, fins i tot si esta no era la intenció inicial de l'autor. En aquest context, es pot interpretar la cançó, per una banda, com una alabança a la lluita per la independència dels catalans com, d'altra banda, una crítica a certs aspectes dels moviments socials de masses.

## Himne de Solidarność
Malgrat el seu pessimisme (A mury rosły, rosły…, "i els murs creixen i creixen...") i la crítica de l'autor als moviments socials, acusant-los de 'furtar' les lletres, el missatge de la lluita per la independència i contra la tirania de Mury varen fer que ràpidament fos considerada una cançó de protesta. Popularitzada pels treballadors i estudiants, esdevingué l'himne oficiós de Solidarność. La seua tornada (Wyrwij murom zęby krat!) va ser la cunya de l'il·legal Radio Solidarność.